# Schiffbrücken über den Hellespont

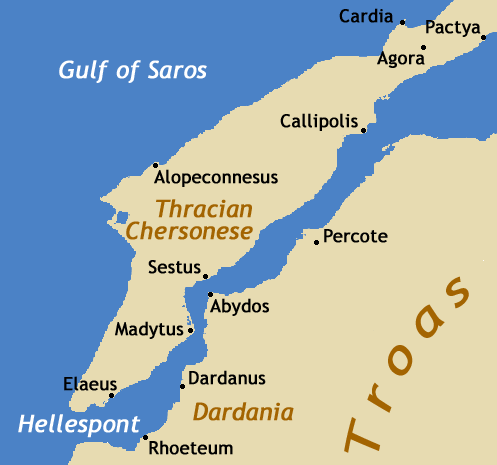
Hellespont

Die Schiffbrücken über den Hellespont waren zwei Schwimmbrücken, die der persische König Xerxes I. im Jahre 480 v. Chr. anlässlich seines Feldzuges gegen Griechenland bauen ließ, um mit dem größten Heer der damaligen Zeit von Asien über den Hellespont (die heutigen Dardanellen) in das damals ebenfalls persisch kontrollierte Thrakien (in den heutigen europäischen Teil der Türkei, siehe Ostthrakien) zu gelangen.
Während der von dem griechischen Geschichtsschreiber Herodot in seinen Historien berichtete Brückenbau als solcher allgemein akzeptiert wird, gibt es vielfältige Zweifel an den von ihm ausführlich dargestellten Einzelheiten.

## Die Brücken in Herodots Historien

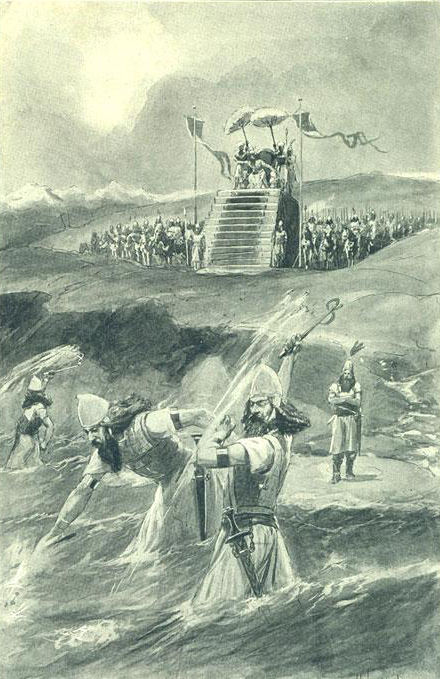
Xerxes I. lässt den Hellespont auspeitschen (Darstellung von 1909)

Herodot beschreibt, dass der schon von Dareios I. geplante Feldzug jahrelang vorbereitet wurde. Dabei erwähnt er, dass Xerxes auch die Bereitstellung von Schiffen für die Brücken und die Herstellung von Seilen aus Papyrus und aus weißem Flachs befahl.
Während Xerxes mit seinem Heer noch von Sardes nach Abydos marschierte, damals eine wichtige Hafenstadt am Hellespont, wurden zwei Brücken von dort zu dem gegenüberliegenden Küstenvorsprung bei Sestos gebaut, eine von den Phöniziern mit Seilen aus Flachs und eine von den Ägyptern mit Seilen aus Papyrus. Herodot gibt die Länge der Brücken mit sieben Stadia an, was in etwa 1300 m entsprechen würde.
Beide Brücken wurden jedoch unmittelbar nach ihrer Fertigstellung von einem Sturm zerstört. Xerxes war darüber so erzürnt, dass er befahl, den Hellespont mit 300 Peitschenhieben zu bestrafen, Fußfesseln ins Meer zu werfen und die beiden Erbauer der Brücke zu köpfen.
Unter neuen Bauleitern wurden daraufhin wiederum zwei Brücken aus Pentekonteren und aus Trieren gebaut, den damaligen Kriegsschiffen, eine aus 360 Schiffen und eine weiter südlich aus 314 Schiffen, die von sehr großen Ankern in Position gehalten wurden. Für die Durchfahrt kleinerer Schiffe wurden drei Öffnungen freigelassen. Die großen Seile wurden über die Schiffe gelegt und befestigt. Dieses Mal wurden für jede Brücke zwei Flachsseile und vier Papyrusseile verwendet und mit Seilwinden gespannt. Die Flachsseile hätten ein Talent pro Elle gewogen und seien damit deutlich schwerer als die Papyrusseile gewesen. Quer über die Seile wurden Holzbohlen verlegt und mit Reisig und schließlich mit festgestampfter Erde abgedeckt, so dass eine Art Straße entstand. An beiden Seiten wurden Sichtblenden angebracht, damit die Pferde beim Anblick des Wassers nicht scheuten.
Das Heer mit Fußsoldaten und Reitern überquerte den Hellespont auf der nördlichen Brücke, der Tross mit Lasttieren und Hilfspersonal benutzte die südliche Brücke. Die Überquerung dauerte insgesamt sieben Tage und sieben Nächte.
Nach Herodots Geschichte ließ Xerxes die Brücke stehen: nach dem Scheitern seines Feldzuges befürchtete er, dass die Ionier oder die Griechen die Brücke zerstört haben könnten. Die Griechen ihrerseits beratschlagten, ob sie die Brücke zerstören sollten. Als jedoch ein Teil des persischen Heeres auf dem Rückzug zum Hellespont kam, fanden sie nur noch die Reste der vom Sturm zerstörten Brücken. Xerxes gelang es trotz eines Sturmes per Schiff nach Asien zurückzukehren.

## Einzelheiten
Während Herodot für die gut 30 Jahre vorher von Dareios I. gebaute Schiffbrücke über den Bosporus kaum den Ort und keinerlei Einzelheiten angibt, erstaunt die Fülle von Details bei den Hellespont-Brücken, die bei nur oberflächlicher Lektüre ein anschauliches Bild der Brücke geben. Bei näherer Betrachtung ist fast jedes Detail der Brücken Gegenstand von Fragen, Diskussionen und Zweifeln, auch wenn Herodots Bild der Brücken im Internet auch unreflektiert wiedergegeben wird. Man kann seine Darstellung daher auch weniger als nüchterne, ingenieurtechnisch korrekte Beschreibung der Brücken ansehen denn als Ausschmückung der Größe von Xerxes I., die die griechischen Siege gegen ihn umso bedeutender erscheinen lässt.

### Dardanellen
Die Strömung an der Oberfläche in Richtung Mittelmeer wird mit durchschnittlich 1 ½ Knoten angegeben, ist aber sehr vom Wind abhängig. Ebenfalls durch den Wind bedingt, kann der Wasserspiegel bis zu 60 cm steigen. Am Grund fließt eine Unterströmung in die entgegengesetzte Richtung. Insbesondere bei Landspitzen treten häufig Strömungswirbel und Untiefen auf.
Die gegenwärtig engste Stelle der Dardanellen liegt zwischen Çanakkale und Kilitbahir (40° 8′ 40,9″ N, 26° 23′ 50,3″ O), ist rund 1,4 km breit und bis zu 91 m tief, hat aber auch die stärkste Strömung und gilt in der Seefahrt als die schwierigste Stelle der Meerenge. Çanakkale wurde erst in osmanischer Zeit auf dem Schotterdelta eines aus dem Gebirge kommenden, im Winter oft reißenden Flusses gegründet (der heute durch den Atikhisar-Damm gezähmt ist). Vor rund 2500 Jahren war das Schotterdelta möglicherweise noch nicht so weit in die Meerenge vorgeschoben.
Das von Herodot genannte Abydos lag am asiatischen Ufer nördlich von Çanakkale nahe dem nach Westen in die Meerenge ragenden Kap Nara (Nara Burnu, früher Nagara Burnu) (40° 11′ 46,6″ N, 26° 24′ 8″ O). Die Wassertiefe ist im Süden und im Westen des Kaps gering, fällt zur Mitte hin aber bis auf 103 m ab. Die Strömung läuft in der Mitte der Meeresenge mit mehr als 2 kn nach Südwesten, bildet aber um das Kap Nara große Gegenströmungen aus.

### Ort der zwei Brücken
Der von Herodot angegebene Ort der Brücken zwischen Abydos und dem gegenüberliegenden Ufer bei Sestos wird von vielen Historikern akzeptiert. Der britische General Frederick Maurice, der die Gegend 1922 besuchte, hielt aus militärischen Erwägungen nur einen weiter nördlich gelegenen Strand für einen geeigneten Platz für den Bau der Schwimmbrücken, die dort allerdings dann eine Länge von mehr als drei Kilometer gehabt hätten. Die heute engste Stelle vor Çanakkale dürfte dagegen nicht in Frage kommen, da der damals noch wilde Gebirgsfluss in kürzester Zeit alles mitreißende Fluten bilden konnte.
Zwei Brücken waren erforderlich, da sich der Marsch des riesigen Heeres auf den engen Straßen der Chersones sehr weit auseinanderzog und der Tross parallel vorrücken musste, um nicht die Versorgung der Truppe mit Nahrungsmitteln, Futter und Wasser zu unterbrechen.

### Schiffe
Herodot schreibt eindeutig, es seien Pentekonteren und Trieren, also nur Kriegsschiffe, als Schwimmkörper der Brücke verwendet worden. Das scheint allseits akzeptiert zu sein. Es ergibt aber wenig Sinn, Kriegsschiffe für eine Aufgabe zu verwenden, für die einfachere und billigere Handelsschiffe wegen ihres breiteren Profils, des tieferen Schwerpunkts und des höheren Freibords besser geeignet gewesen wären. Bei einer Triere lagen die unteren Öffnungen für die Ruder nur rund 30 cm über der Wasserlinie und waren deshalb mit Ledermanschetten versehen, was für den Ponton einer Schwimmbrücke eher ungeeignet ist.
Die Schiffe sollten außerdem alle die gleiche Höhe haben, um eine ebene Brückendecke zu gewährleisten. Außerdem waren Gerüste im Schiff sinnvoll, um Höhenunterschiede auszugleichen sowie die Lasten zu tragen und in die Schiffsmitte abzuleiten, damit die für punktuelle hohe Lasten ungeeigneten Schiffswände nicht beschädigt werden. Auch wenn die Verwendung von Handelsschiffen nicht diskutiert und deshalb außer Acht gelassen wird, könnten die Brücken fast ausschließlich aus Pentekonteren bestanden haben und Trieren wegen ihrer größeren Höhe nur zu beiden Seiten der Durchlässe verwendet worden sein.

### Anker
Bei Schwimmbrücken auf Flüssen werden die Schiffe üblicherweise durch Anker an Bug und Heck in ihrer Position gehalten, deshalb scheint Herodots Beschreibung der Anker zunächst auch glaubwürdig. Allerdings wird die Tiefe der Meeresenge von Herodot gar nicht erwähnt, von den neueren Historikern zwar erwähnt, aber anscheinend nirgends als Problem diskutiert.
Ankerleinen müssen die mehrfache Länge der Wassertiefe haben, um zu vermeiden, dass die Anker ausreißen oder Schäden am Schiff entstehen. Die Schiffe in der Mitte des Hellespont hätten dann an Bug und Heck jeweils mehrere hundert Meter lange Ankerleinen haben müssen, so dass für die angeblich insgesamt 674 Schiffe nicht nur 1348 schwere Anker, sondern auch rund dreihundert Kilometer Ankerleinen erforderlich gewesen wären. Es ist durchaus fraglich, ob damals solche Mengen in der relativ kurzen Zeit überhaupt hergestellt werden konnten. Obendrein lässt sich mit so langen Ankerleinen nicht verhindern, dass die Schiffe schwoien und zusammenstoßen, insbesondere, wenn Strömungswirbel mitspielen, und dass die Ankerleinen der dicht nebeneinander liegenden Schiffe sich verwickeln. Schließlich dürfte es nicht möglich sein, die Anker, seien es noch Steinkörbe oder schon eiserne Stockanker gewesen, mit ihren überlangen Leinen so zu platzieren, dass die Schiffe exakt in einer Reihe liegen.
Geht man trotzdem von der von Herodot beschriebenen Verankerung der Schiffe aus, muss berücksichtigt werden, dass jede Brücke mit ihren Ankerleinen einen bis zu 900 m breiten seitlichen Streifen benötigt hätte. Dann aber wäre am Ufer bei Abydos kaum ausreichender Platz für zwei Brücken gewesen.
Außerdem brächte die Sicherung der Schiffe sowohl durch Ankerleinen als auch durch von Ufer zu Ufer reichende Seile nur theoretisch einen Vorteil, wenn Anker und Seile so aufeinander abgestimmt sind, dass auf beide exakt die gleiche Zugkraft wirkt, was in der Praxis aber nicht zu erreichen ist, insbesondere nicht unter dem Einfluss von wechselnden Winden, Strömungen und Gegenströmungen. Dann aber lastet der gesamte Zug nur auf einem der beiden Elemente, das andere trägt nichts zur Sicherung bei.
Es muss deshalb angenommen werden, dass die Schiffe nur von den langen Seilen in Position gehalten wurden und Anker lediglich vorübergehend in den flacheren Bereichen verwendet wurden, um die Schiffe zu halten, bis die Seile verlegt und auf den Schiffen befestigt waren.

### Länge der Brücken
Die von Herodot angegebene Länge von sieben Stadia oder ungefähr 1300 m ist in jedem Fall zu kurz.
Bei Abydos beträgt die direkte Entfernung zwischen den Ufern ungefähr 2000 m. Auch diese Distanz von 2000 m kann jedoch nicht der Länge der Brücken entsprechen. Wenn diese wegen der großen Tiefe nicht durch Anker gehalten werden konnten, blieb nur die Befestigung an von Ufer zu Ufer reichenden Seilen (unabhängig von der Frage, ob ein Seil allein oder mehrere miteinander verbundene Seile diese Länge hatten). Wegen der Strömung und der seitlichen Windlasten müssen diese Seile aber einen gewissen Durchhang haben, um die Zugkraft der Seile auf die Befestigungen am Ufer nicht ins Unendliche wachsen zu lassen. Die Seile dürften somit etwa 5 bis 10 % länger gewesen sein als der Abstand zwischen den Ufern – zuzüglich der für die Verankerung an den Ufern und gegebenenfalls auf den Schiffen erforderlichen Längen. Daraus ergeben sich erforderliche Seillängen von über 2200 m.
Nimmt man die Breite eines Pentekontere mit 4 m an, verblieben bei der 2200 m langen Brücke aus 314 Schiffen noch etwa 3 m zwischen den Schiffen, wenn man die Besonderheiten der mit Trieren gebauten Durchlässe außer Acht lässt. Dies scheint ein sinnvoller Wert zu sein. Bei der Brücke mit 360 Schiffen ergäbe diese Konfiguration eine Brückenlänge von fast 2520 m, was für die nördliche, nicht unmittelbar am Kap Nagara gelegene Brücke ebenfalls ein sinnvoller Wert zu sein scheint.

### Breite der Brücken bzw. der Straßen
Herodot gibt keinen Anhaltspunkt für die Breite der Brücken bzw. der über sie führenden Straßen. Es wird angenommen, dass griechische Straßen damals zwischen 2,7 m und 3,6 m breit waren, so dass auch für die Brücken eine Breite von 3,6 m angenommen werden kann. Dies erlaubt den Marsch von vier Mann oder zwei Reitern nebeneinander. Eine größere Breite hätte keinen positiven Effekt, da die Straße am Ende der Brücke die ankommenden Massen nicht aufnehmen könnte. Außerdem wird von breiten Schwimmbrücken abgeraten, da sie noch mehr schwankten und den schon nervösen Pferden noch mehr Angst machten.

### Seile
Herodot erwähnt den während der Vorbereitungsphase ergangenen Befehl zur Herstellung von Seilen für den Brückenbau eher beiläufig wie eine Bestellung größerer Mengen von handelsüblicher Ware. Nur bei der Beschreibung der nach dem Sturmschaden erneut gebauten Brücken macht er eine einzige konkrete Angabe, dass die gegenüber den Papyrusseilen schwereren Flachsseile 1 Talent pro Elle gewogen hätten, was sich grob mit 26 kg/46 cm übersetzten lässt. Das wären 56,5 kg pro laufender Meter. Mit verschiedenen Umrechnungsmethoden ergäben sich daraus Seildurchmesser von 23 bis 28 cm! Seile mit einem solchen Gewicht lassen sich nicht mehr handhaben, Seile mit solchem Durchmesser lassen sich kaum noch biegen und deshalb nicht auf – damals wohl noch gar nicht bekannte – Kabeltrommeln aufrollen oder sonst wie transportfähig machen. Sie ließen sich deshalb auch nur an mehrere Meter dicken Pollern befestigen, ohne sie zu brechen. Herodot scheint von durchgehenden, von Ufer zu Ufer reichenden Seilen zu sprechen. Ein einziges Seil von 2200 m hätte aber ein Gewicht von 124,3 Tonnen und wäre damit auch heute praktisch nicht transportierbar.
Weil solche Seile nicht handhabbar sind und deshalb keinen praktischen Anwendungsbereich haben, ist nicht anzunehmen, dass irgendwelche Seilmacher der Antike sie schon einmal hergestellt hätten. Allein aus diesem Grund ist auch die gelegentlich geäußerte Meinung nicht haltbar, die Seile seien in handhabbaren Längen hergestellt und geliefert worden und erst vor Ort zusammengespleißt worden.
Auch die Idee, die Seile seien erst vor Ort auf den Schiffen hergestellt worden, dürfte deshalb an praktischen Erwägungen scheitern. Wenn solche Seile noch nie hergestellt wurden, ist es mehr als unwahrscheinlich, dass man sich auf eine vollkommen unbekannte Produktionsweise auf schwankenden Schiffen eingelassen hat, um Brücken einzurichten, die für den gesamten Feldzug von entscheidender Bedeutung waren, noch dazu, wenn den Beteiligten bewusst war, dass sie im Fall eines Scheiterns möglicherweise geköpft würden. Im Übrigen erfordert die Herstellung von Seilen eine gewisse Spannung der Litzen und des fertigen Seiles. Deshalb sei anzunehmen, dass die Schiffe anfangs dicht an dicht gelegen hätten, damit die Spannung erreicht werden kann. Bei drei oder vier Schiffen mag das vorstellbar sein, bei einer größeren Zahl im offenen Wasser liegender, zwangsläufig schwankender Schiffe dürfte das allerdings schnell zu erheblichen Schäden an den Schiffen und zu gravierenden Störungen der Seilherstellung führen.
Ein solches Seil, wie von Herodot beschrieben, mit Hilfe von Winschen anzuspannen, ist ausgeschlossen.
Es muss daher angenommen werden, dass die einen weiten Bogen bildenden Schiffe mit mehreren, damals handelsüblichen Seilen miteinander verbunden waren. Dabei ist letztlich unerheblich, ob eine Seillänge nur von einem Schiff zum nächsten oder über mehrere Schiffe hinweg reichte. Ebenfalls unerheblich ist, ob es zur Positionierung der Schiffe genügte, sie an Bug und Heck jeweils nur mit einem Seil zu befestigen. Andernfalls hätte man analog zu den heutigen Paralleldrahtseilen bei Hängebrücken auch mehrere Seile dicht nebeneinander legen können, wenn man darauf achtete, dass sie gleichmäßig belastet werden. Um Durcheinander zu vermeiden, könnte man diese Seilbündel auch umwickelt haben, was dann den Anschein eines übermäßig dicken und schweren Seiles gegeben haben mag.
Auch die von Herodot beschriebene Funktion der Seile begegnet erheblichen Zweifeln. Nach Herodot wären die Seile nicht nur zur Positionierung der Schiffe, sondern auch als Träger der quer auf den Seilen liegenden Holzbohlen verwendet worden. Jeder Seemann versucht aber zu verhindern, dass Seile schamfilen, scheuern oder an etwas reiben, um ihren vorzeitigen Verschleiß zu vermeiden. Die ständige Bewegung der Schiffe im Wellengang und unter dem durchmarschierenden Heer bzw. Tross, die große Last der Soldaten und der Erde auf den Bohlen und deren Druck auf die angespannten Seile hätten mit Sicherheit zu ihrem baldigen Bruch geführt. Obendrein wäre mit dieser Konstruktion keine ebene Straße möglich gewesen. Die Seile wären unter den hohen vertikalen Lasten zwischen den Schiffen (und ohne besondere Auflager auch innerhalb der Schiffe) durchgehangen, so dass die Straße ein ständiges Auf und Ab gebildet hätte. Obendrein hätte die Erde sich schnell in den Mulden gesammelt und hätte dadurch die örtlichen Lasten auf den Seilen erheblich vergrößert. Es bestand auch keinerlei Notwendigkeit für diese Konstruktion: bei einem Abstand von nicht mehr als drei Metern zwischen den Schiffen hätten die Bohlen auch direkt auf den Schiffen (parallel zu den Seilen) befestigt werden können. Dies wäre ein soliderer Unterbau für die Straße gewesen und hätte den vorzeitigen Verschleiß der Seile verhindert.

### Brückendecke

#### Bohlen
Die tragende Brückendecke wurde durch die Holzbohlen gebildet, deren Stärke mit mindestens 10 cm angesetzt werden muss. Da Sägewerke noch nicht existierten, muss es sich bei den Holzbohlen um gespaltene und roh behauene Baumstämme gehandelt haben. Für die eine Brücke wären dann rund 800 Festmeter, für die andere rund 910 Festmeter, insgesamt somit 1710 Festmeter erforderlich gewesen. Dies entspricht bei einer mittleren Dichte von 0,5 t/m³ einem Gesamtgewicht von 855 Tonnen.

#### Reisig
Der Sinn der Abdeckung der Holzbohlen mit Reisig ist nicht erkennbar. Möglicherweise sollte das Reisig die Erde befestigen.

#### Belag aus Erde
Eine nur aus Holzbohlen bestehende Brücke galt in der Neuzeit auch ohne weiteren Belag als vollkommen ausreichend. In der Neuzeit wurden allerdings gelegentlich hölzerne Straßen mit Erde abgedeckt, um die Bretter vor Abnutzung zu schützen, was auch für Reiter und Wagen angenehm gewesen sei. Damit der festgestampfte Erdboden sich unter den Pferdehufen nicht sofort wieder auflöste, muss er eine Dicke von wenigstens 20 cm gehabt haben.

#### Lastannahmen
Bei einer 3,6 m breiten Brücke und Schiffen mit 4 m Breite sowie einem Zwischenraum zum nächsten Schiff von 3 m entfallen auf jedes Schiff 3,6 × 7 = 25,2 m² Brückenfläche, deren Gewicht pro Quadratmeter mit 50 kg Holz und 360 kg Erde anzunehmen ist und dann etwa 410 kg beträgt. Jedes Schiff hätte damit 25,2 × 410 = 10.332 kg zuzüglich des Gewichts von 4 × 7 = 28 Personen à 90 kg (mit Gepäck) = 2.520 kg zu tragen, insgesamt also rund 13 Tonnen, was für damalige Schiffe wohl eine akzeptable Last war.

### Sichtblenden
Um den Pferden den Blick auf das Wasser zu verstellen, seien an beiden Seiten der Brücken Sichtblenden angebracht worden. Nimmt man an, dass eine solche Sichtblende nur 2 m hoch ist, ergibt sich allein für eine Seite der 2.200 m langen Brücke eine Fläche von 4.400 m². Auch bei minimalen Windstärken wären die sich daraus ergebenden Windlasten mit den damaligen Mitteln nicht zu beherrschen gewesen. Bei Schwimmbrücken der Neuzeit haben sich einfache Geländer aus Latten oder Seilen als vollkommen ausreichend erwiesen, um die Pferde auf der Brücke zu halten.

### Durchfahrtsöffnungen
Die drei Öffnungen zur Durchfahrt kleinerer Schiffe wurden wohl dadurch erzeugt, dass höhere Trieren in die Reihe von Pentekonteren oder Handelsschiffen eingefügt wurden, und die durchlaufenden Seile ähnlich wie bei einer Brückenrampe von Böcken auf den Trieren langsam auf die für die Durchfahrt erforderliche Höhe angehoben wurden. Da die Schiffe ihre Masten problemlos umlegen konnten, müsste eine Durchfahrtshöhe von 2 m über der Wasserlinie ausreichend gewesen sein. Bei windbedingter Zunahme der Belastung der Seile würden die Trieren zwar etwas ins Wasser gedrückt, was aber nur andauert, solange der Wind weht.

## Sturmschäden
Aus Herodots Bericht, der Sturm habe die Brücken vollständig zerstört, lässt sich trotz der scheinbar eindeutigen Formulierung wenig Konkretes ableiten. Es ist nicht erkennbar, ob und inwieweit Schiffe, Seile, Bohlen usw. geborgen, repariert und wieder verwendet werden konnten. Es kann aus seinem Bericht aber auch nicht abgeleitet werden, dass alle Teile neu beschafft werden mussten. Die Vorbereitungen zum Brückenbau haben Jahre gedauert, deshalb hätten Ersatzlieferungen von Schiffen, Seilen, Ankern und Holzbohlen zumindest Monate in Anspruch genommen. Allein das Verlegen der Holzbohlen und der Erdschicht müssen ursprünglich ein paar Tage gedauert haben. Selbst wenn man unterstellt, dass alles repariert werden konnte und keinerlei Nachlieferungen erforderlich waren, muss mit einer Reparaturdauer von mehreren Tagen gerechnet werden. In dieser Zeit hätte sich für das am Ufer wartende Heer aber eine äußerst ernsthafte Situation ergeben, da die Vorräte an Nahrungsmitteln, Futter und Wasser nicht für einen längeren Aufenthalt berechnet waren.
In Herodots Bericht fällt auf, dass die ersten Brücken kaum erwähnt und schon wieder als zerstört gemeldet werden, während die danach gebauten Brücken in allen Einzelheiten beschrieben werden, ohne aber ein Wort über die Dauer der Reparatur zu verlieren. Das kann zu der Annahme führen, dass die angeblich vom Sturm zerstörten Brücken Herodot nur als Aufhänger dienten, um unmittelbar anschließend einen Wutausbruch des großen Königs Xerxes mit zahlreichen Einzelheiten schildern zu können, und dabei sogar die Rede des Königs im Wortlaut wiederzugeben.